# Associazione Calcio Mantova 1951-1952
Questa voce raccoglie le informazioni riguardanti l'Associazione Calcio Mantova nelle competizioni ufficiali della stagione 1951-1952.

## Stagione
In casa mantovana il presidente Giacomo Azzalli cede la carica al sindaco Giuseppe Rea. 
Sulla panchina Bruno Biagini viene sostituito da Nano Antenore Marmiroli. 
Con Aurelio Pavesi De Marco e Sergio Verderi in grande spolvero, ma soprattutto con le reti di Giuseppe Marmiroli e Mario Tosolini, la squadra biancoceleste centra l'obbiettivo. 
Non vince il campionato per le sconfitte maturate nel finale del torneo a Parma e a Lissone, ma ottiene il terzo posto a 52 punti con il Parma.

## Rosa
| N. |                   | Ruolo | Calciatore              |
| -- | ----------------- | ----- | ----------------------- |
|    | Italia (bandiera) | D     | Nello Caraffi           |
|    | Italia (bandiera) | C     | Dino Cestaro            |
|    | Italia (bandiera) | C     | Nevio Corradini         |
|    | Italia (bandiera) | A     | Gianni Dotti            |
|    | Italia (bandiera) | C     | Marco Galetti           |
|    | Italia (bandiera) | P     | Mario Ghirardi          |
|    | Italia (bandiera) | D     | Spartaco Griffith       |
|    | Italia (bandiera) | A     | Giuseppe Marmiroli      |
|    | Italia (bandiera) | A     | Savino Mosca            |
|    | Italia (bandiera) | A     | Aurelio Pavesi De Marco |

| N. |                   | Ruolo | Calciatore           |
| -- | ----------------- | ----- | -------------------- |
|    | Italia (bandiera) | D     | Eraldo Pezzini       |
|    | Italia (bandiera) | A     | Gianni Piccinini     |
|    | Italia (bandiera) | A     | Bruno Porcelli       |
|    | Italia (bandiera) | C     | Mario Sguaitzer      |
|    | Italia (bandiera) | C     | Mario Tosolini       |
|    | Italia (bandiera) | A     | Sergio Verderi       |
|    | Italia (bandiera) | C     | Antonio Vismara      |
|    | Italia (bandiera) | A     | Giacinto Zamperlin   |
|    | Italia (bandiera) | C     | Michele Zampiccinini |

## Risultati

### Girone di andata
| Arbitro: | Pirali (Gallarate) |

|  |           |            |
|  | Marcatori | 55’ Pavesi |

| Arbitro: | Contro (Vicenza) |

|                  |           |                       |
| Verderi 28’, 29’ | Marcatori | 49’ Azzarini 53’ Abba |

| Parabiago 23 settembre 1951 3ª giornata | Parabiago       | 0 – 0 | Mantova | Stadio Libero Ferrario\| Arbitro: \| De Leo (Mestre) \| |
| Arbitro:                                | De Leo (Mestre) |       |         |                                                         |

| Mantova 30 settembre 1951 4ª giornata | Mantova             | 0 – 0 | Piacenza | Stadio Danilo Martelli\| Arbitro: \| Baldo (Alessandria) \| |
| Arbitro:                              | Baldo (Alessandria) |       |          |                                                             |

| Arbitro: | Campanati (Milano) |

|                                        |           |                |
| Mosca 5’, 73’ Vismara 11’ Tosolini 43’ | Marcatori | 52’ Monteverdi |

| Arbitro: | Crespi (Milano) |

|           |           |                  |
| Ardit 44’ | Marcatori | 56’, 74’ Vismara |

| Arbitro: | Daretti (Vicenza) |

|                                     |           |                               |
| Marmiroli 27’, 78’, 84’ Verderi 52’ | Marcatori | 9’ (aut.) Corradini 41’ Orzan |

| Arbitro: | Fumagalli (Milano) |

|                                |           |                       |
| Miniati 29’ Caraffi 65’ (aut.) | Marcatori | 8’ Mosca 60’ Tosolini |

| Arbitro: | Perego (Milano) |

|             |           |  |
| Verderi 47’ | Marcatori |  |

| Arbitro: | Ferrari Aggradi (Firenze) |

|                                  |           |  |
| Tubaro 18’, 88’ Novello 59’, 73’ | Marcatori |  |

| Arbitro: | Gariboldi (Milano) |

|                     |           |             |
| Tosolini 69’ (rig.) | Marcatori | 49’ Capraro |

| Arbitro: | Franzi (Vercelli) |

|                      |           |                        |
| Firotto 67’ Saro 89’ | Marcatori | 6’ Verderi 67’ Vismara |

| Arbitro: | Capriata (Genova) |

|                     |           |             |
| Zuanazzi 75’ (rig.) | Marcatori | 54’ Vismara |

| Arbitro: | Michieletto (Mestre) |

|                                                             |           |  |
| Verderi 3’ Ripamonti 8’ (aut.) Tosolini 27’, 45’ Pavesi 86’ | Marcatori |  |

| Arbitro: | Baldo (Alessandria) |

|         |           |                                              |
| Uxa 17’ | Marcatori | 13’ Marmiroli 49’, 58’ Verderi 86’ Sguaitzer |

| Arbitro: | Guarnaschelli (Pavia) |

|                                   |           |              |
| Tosilini 42’ (rig.) Marmiroli 57’ | Marcatori | 76’ Covacich |

| Arbitro: | Morielli (Genova) |

|                          |           |                                               |
| Mariotto 41’, 90’ (rig.) | Marcatori | 2’, 32’, 53’ Marmiroli 42’ Pavesi 80’ Verderi |

### Girone di ritorno
| Arbitro: | Casagrande (Milano) |

|                              |           |  |
| Pavesi 23’, 62’ Tosolini 58’ | Marcatori |  |

| Arbitro: | Buratti (Milano) |

|              |           |                                 |
| Azzarini 22’ | Marcatori | 21’ (aut.) Mussinelli 35’ Mosca |

| Arbitro: | Daretti (Vicenza) |

|                                                   |           |  |
| Pavesi 17’ Tosolini 48’ Verderi 52’ Sguaitzer 83’ | Marcatori |  |

| Arbitro: | Vilella (Trieste) |

|                                 |           |                              |
| Oldani 21’, 26’, 67’ Romani 90’ | Marcatori | 7’ Mosca 31’ (rig.) Tosolini |

| Arbitro: | Canavesio (Torino) |

|  |           |                        |
|  | Marcatori | 34’ Verderi 36’ Pavesi |

| Arbitro: | Baldassarre (Udine) |

|                        |           |            |
| Griffith 87’ Mosca 90’ | Marcatori | 48’ Cesaro |

| Arbitro: | Fumagalli (Milano) |

|  |           |            |
|  | Marcatori | 44’ Pavesi |

| Arbitro: | Alterio (Roma) |

|           |           |  |
| Mosca 37’ | Marcatori |  |

| Arbitro: | Pizzato (Mestre) |

|                            |           |  |
| Korostelev 45’, 47’ (rig.) | Marcatori |  |

| Arbitro: | Marangio (Roma) |

|                                                   |           |  |
| Vismara 32’, 88’ Marmiroli 54’, 79’ Zamperlin 70’ | Marcatori |  |

| Arbitro: | Matteucci (Seregno) |

|                        |           |                                           |
| Marchetti 19’ Mari 72’ | Marcatori | 61’ (rig.) Tosolini 64’ Vismara 68’ Mosca |

| Arbitro: | Carletti (Bologna) |

|               |           |             |
| Marmiroli 77’ | Marcatori | 59’ Firotto |

| Arbitro: | Mongiano (Torino) |

|                            |           |            |
| Tosolini 36’ Marmiroli 60’ | Marcatori | 25’ Ornago |

| Arbitro: | Morielli (Genova) |

|           |           |  |
| Testa 55’ | Marcatori |  |

| Arbitro: | Pirali (Gallarate) |

|                                                                |           |  |
| Marmiroli 47’, 59’ Zamperlin 52’, 62’, 84’ Mosca 77’ Dotti 88’ | Marcatori |  |

| Arbitro: | Zoli (Pontedera) |

|                |           |                             |
| Ferro 70’, 85’ | Marcatori | 16’ Mosca 75’, 78’ Tosolini |

| Arbitro: | Vada (Asti) |

|                            |           |  |
| Mosca 7’, 20’ Tosolini 50’ | Marcatori |  |